# Table des caractères Unicode/U1B130
Cette page contient des caractères spéciaux ou non latins. S’ils s’affichent mal (▯, ?, etc.), consultez la page d’aide Unicode.
Table des caractères Unicode U+1B130 à U+1B16F (110 896 à 110 959 en décimal).

## Petits kana – supplément(Unicode 12.0 à 15.0)
Ce bloc contient des caractères historiques pour des variantes de petites lettres hiragana et katakana.

### Table des caractères
| en fr   | 0  | 1  | 2  | 3 | 4  | 5  | 6  | 7  | 8 | 9 | A | B | C | D | E | F |
| ------- | -- | -- | -- | - | -- | -- | -- | -- | - | - | - | - | - | - | - | - |
| U+1B130 |    |    | 𛄲 |   |    |    |    |    |   |   |   |   |   |   |   |   |
| U+1B140 |    |    |    |   |    |    |    |    |   |   |   |   |   |   |   |   |
| U+1B150 | 𛅐 | 𛅑 | 𛅒 |   |    | 𛅕 |    |    |   |   |   |   |   |   |   |   |
| U+1B160 |    |    |    |   | 𛅤 | 𛅥 | 𛅦 | 𛅧 |   |   |   |   |   |   |   |   |

### Historique

#### Version initiale Unicode 12.0
| v · d · m | 0  | 1  | 2  | 3 | 4  | 5  | 6  | 7  | 8 | 9 | A | B | C | D | E | F |
| --------- | -- | -- | -- | - | -- | -- | -- | -- | - | - | - | - | - | - | - | - |
| U+1B130   |    |    |    |   |    |    |    |    |   |   |   |   |   |   |   |   |
| U+1B140   |    |    |    |   |    |    |    |    |   |   |   |   |   |   |   |   |
| U+1B150   | 𛅐 | 𛅑 | 𛅒 |   |    |    |    |    |   |   |   |   |   |   |   |   |
| U+1B160   |    |    |    |   | 𛅤 | 𛅥 | 𛅦 | 𛅧 |   |   |   |   |   |   |   |   |

#### Compléments Unicode 15.0
| v · d · m | 0 | 1 | 2  | 3 | 4 | 5  | 6 | 7 | 8 | 9 | A | B | C | D | E | F |
| --------- | - | - | -- | - | - | -- | - | - | - | - | - | - | - | - | - | - |
| U+1B130   |   |   | 𛄲 |   |   |    |   |   |   |   |   |   |   |   |   |   |
| U+1B150   |   |   |    |   |   | 𛅕 |   |   |   |   |   |   |   |   |   |   |